# История Тараза

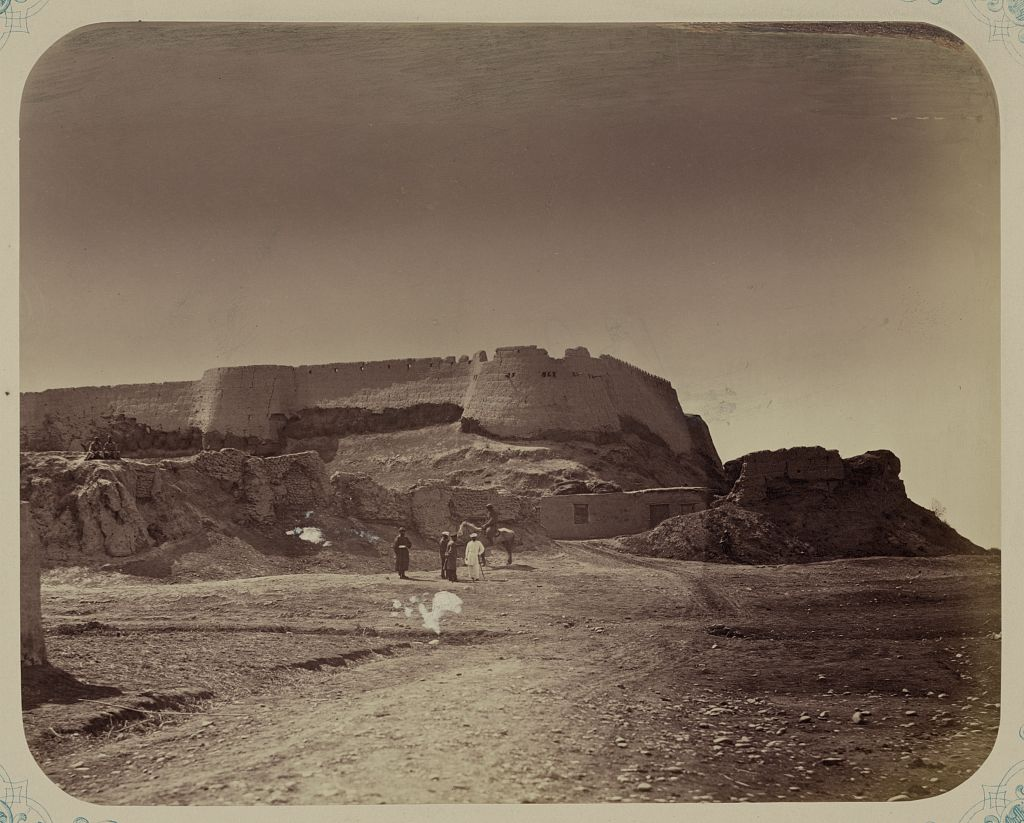
Аулие-Ата. Развалины цитадели. Фото из «Туркестанского Альбома» 1871—1872 года.

История Тара́за (каз. Тараз қаласының тарихы, Тараздың тарихы) — одного из древних городов Казахстана, — насчитывает, по крайней мере, 2 тысячелетия.
Множество археологических раскопок, проводившихся преимущественно на территории нынешнего историко-культурного центра «Древний Тараз» — позволяют выявить момент основания населённого пункта не позднее V века. Согласно большинству античным письменным источникам, первое ранее поселение близ территории нынешнего города образовалось ещё в I веке до н. э. При этом, Тараз, являясь центральным городом Таласской долины:33—34, 115, — впитывает в своих культурных толщах её историографию, а в частности, временной отрезок до основания города, тем самым давая дополнительно ключевые сведения и источники в рассматриваемый период.
Впоследствии, в силу удачного географического расположения населённого пункта, город сделался одним из основных культурных и торговых центров на Великом шёлковом пути. Так, средневековые географы, историки и путешественники, зачастую отмечали торговую составляющую древнего Тараза: китайский путешественник Сюаньцзан пишет, что «в городе, окружностью от 8 до 9 ли останавливаются и торгуют всевозможными товарами купцы, приезжающие из разных стран», а согласно арабскому географу Ибн Хаукалью — «Тараз — место торговли мусульман с тюрками»:107. В то же время в историографию вошло известное определение: «Тараз — город купцов».
Образовавшаяся с конца XII века политическая нестабильность, обусловленная появлением кара-китаев, а затем — монголов — способствовало если не окончательному, то значительному падению городской жизни Южного Казахстана. Согласно письменным источникам того периода, в половине XVI века Таласская долина представляла собою груду развалин: так, арабский историк Мухаммед Хайдар пишет следующее: «Монголы называют Тараз — Яны… в степи, которую они называют этим именем, видны следы нескольких городов, там есть следы и признаки купола, минарета, ханакхов, медресе; но неизвестно, который из этих древних городов был Яны и как назывались остальные города»:156.
Примерно с периода становления казахской государственности вплоть до джунгарских походов город особо не фигурирует в историографии: тонский слой поздне-монгольской эпохи в Таразе непосредственно перекрывается слоем XIX—XX вв. Впрочем, возобновлению оседлой культуры Казахстана, после её исчезновения в XIII веке — причастны «сартовские» и русские переселенцы:51. Так, в 1837 году близ кокандской крепости Аулие-Ата было основано поселение, — слободка из жителей города Намангана, на основе которой позже сформировался город Аулие-Ата. Присоединение в состав Российской империи в 1864 году и дальнейшее нахождение в составе СССР — способствовало к значительному развитию населённого пункта.
Ныне Тараз — один из крупных городов Казахстана; административный, индустриальный, культурный и экономический центр Жамбылской области. 25—26 сентября 2002 года под эгидой ЮНЕСКО в Таразе прошли мероприятия по празднованию 2 тысячелетия города. А в октябре 2022 года город Тараз официально вошёл во всемирный список мировых городов ремесленников.

## Этимология

### Происхождение названия
Нынешнее утверждённое название города — «Тара́з» (каз. Тараз), — с перевода означает весы:329. Название Тараз напрямую связывается с исторической параллелью населённого пункта: явившись одним из основных пунктов на Великом шёлковом пути, а после — заимев административное значение в составе средневековых государств Средней Азии, Тараз фиксирует собою исторический торговый контекст города и совпадает с расцветом городской культуры соответственно. При этом, ряд исследователей полагают, что название Тараз, фигурировавшее в основном в арабских источниках — происходит от видоизменённого старого названия Талас:14.
В этих арабских источниках, наряду с названием Тараз, фигурирует также наименование город купцов, иногда вместе упоминаясь как определение: «Тараз — город купцов». Так, например, в работе Аль-Хорезми «Китаб сурат ал-ард», содержащее списки географических пунктов с указанием широт и долгот, содержится следующее предложение — «Тараз, а это город купцов».
Указом Президента Республики Казахстан от 8 января 1997 года № 3315-а — «О переименовании г. Жамбыла — центра Жамбылской области», при учёте ходатайств исполнительных органов города и пожелания общественности Жамбылской области, город Жамбыл (ранее — Джамбул) был переименован в город Тараз. Переименование шло в рамках возвращений исторических имён населённым пунктам Казахстана.

### Исторические названия
В историографии города зафиксированы множество названий. Первоначальные названия происходили от топонима Талас, — реки Талас. Так, в 568 году, византийцами, во время дипломатической миссии, город записывается как То-ло-со. А в 630 году, китайский путешественник Сюань-Цзан записывает город как Да-ло-се. До середины VIII века засвидетельствованы другие названия города — Алтун Аргу-Талас-улуш, Аргу-Талас-улуш, Талас-улуш:131. Приставка аргу — этимологизируется со словами белый, чистый; тесно связываясь со синкретическим религиозном учением — манихейством, кое в одночасье было широко распространено в Южном Казахстане в VII—VIII вв.
Первые упоминания о названии Тараз, появляются после завоевания саманидами города в начале X века. Основатель могущества династии Саманидов Исмаил ибн Ахмед в 893—894 гг., по словам Нершахи — «пошёл войной на Тараз и перенёс много трудностей. В конце концов эмир Тараза сдался и с многочисленными дихканами принял ислам. Тараз был взят, большую церковь сделали соборной мечетью». Во время монгольского завоевания город был известен как Яны, с перевода означающий новый. В начале XIX века, на развалинах древнего Тараза основывается кокандская крепость Аулие-Ата (каз. Әулие-Ата; с перевода — Святой дед), позже, близ крепости образуется узбекская слободка из жителей-переселенцев Намагана, кои дают промежуточное название крепости в целом — Наманган-Коче, то есть, Наманганская улица.
Название Аулие-Ата, собственно, связано с мавзолеем Карахан: одного из правителей династии караханидов, сооружённого над ним мавзолея, — жители окрестных городов называли святым старцем. С 1936 по 1938 гг. — Мирзоян, в честь 1-го секретаря ЦК КП(б) Казахстана Л. И. Мирзояна, с 1938 года — Джамбул, в честь казахского акына Джамбула Джабаева. Постановлением Президиума Верховного Совета Республики Казахстан № 2001 от 4 мая 1993 года «Об упорядочении транскрибирования на русском языке казахских топонимов, наименовании и переименовании отдельных административно-территориальных единиц Республики Казахстан», Джамбул был транскрибирован как — Жамбыл. С 1997 года, Указом Президента Республики Казахстан № 3315а, городу Жамбыл было возвращено историческое название — Тараз.

### Хронология
| Название      | Период наименования             | Этимология                                                                                               |
| ------------- | ------------------------------- | --- |
| Талас         | с момента основания до X века   | топоним исходит от реки Талас                                                                            |
| Тараз         | X—XIII вв. и XV—XVIII вв.       | названо в связи с историческим торговым контекстом населённого пункта — отождествлено с «городом купцов» |
| Яны-Тараз     | XIV век                         | монгольское промежуточное наименование после завоевания города                                           |
| Аулие-Ата     | 1827—1837 годы и 1854—1936 годы | наименование кокандской крепости, основанная на развалинах древнего Тараза                               |
| Наманган-Коче | 1837—1854 годы                  | промежуточное название, данное в связи с основанием слободки близ крепости Аулие-Ата                     |
| Мирзоян       | 1936—1938 годы                  | в честь советского государственного деятеля Л. В. Мирзояна                                               |
| Джамбул       | 1938—1993 годы                  | в честь казахского акына Джамбула Джабаева                                                               |
| Жамбыл        | 1993—1997 годы                  | транскрипция прежнего названия Джамбул                                                                   |
| Тараз         | с 1997 года                     | возвращение исторического названия                                                                       |

## География
Таласская долина, на территории которой располагается её центральный город Тараз, — окружена с трёх сторон хребтами Таласским, Киргизским, Каратау; она имеет форму своеобразного треугольника, основание которого обращено на северо-запад. Длина долины — 70 км, ширина — 30-35 км. Основа долины — река Талас, образуется слиянием рек Каракол и Уч-Кошой на стыке Киргизского хребта и Таласского Алатау на территории Кыргызстана. Устье реки — пустыня Мойынкум.
Согласно В. В. Бартольду — «Берега Таласа издавна привлекали к себе как кочевое, так и оседлое население»:14: данное обстоятельство позволило обнаружить вещественные материалы кочевой и оседлой культур на территории Таласской долины соответственно. Так, одним из известных находок кочевой культуры явились рунические памятники Таласа, а оседлой — рудничная область Шельджи.
В историко-географическом районировании К. М. Байпакова, территория Таласской долины, вместе с Чуйской долиной образует Юго-Западный Семиреченский историко-культурный район. В работах В. М. Чупахина, посвящённых физико-географическому районированию Тянь-Шаня, этот район выделен в так называемую Таласско-Киргизскую подпровинцию Северо-Тянь-Шаньской провинций:244—247.

## В древнейшие времена
Археологические находки близ местности Тараза свидетельствуют о присутствии здесь человека ещё со времён нижнего палеолита. Так, исследования 1956—1959 гг. происходившие в склонах хребта Каратау, расположенного примерно в 50 километрах к западу от города, зафиксировали материалы ашельской культуры и орудия так называемого клектонского типа:5. Помимо хребта Каратау, памятники ашельской культуры также были найдены на правом берегу реки Чу, в пустыне Бетпак-Дала. Основными предметами нахождения палеолитических стоянок явились орудия из разных пород кремня; желваки, гальки:14—16. Предметы стоянок, сходны с предметами найденных в Мьянме, Вьетнаме, Китае, Индии и Восточной Африке. Первобытные обитатели Каратау, являясь тогда современниками штекантропа и синантропа, могли добывать и поддерживать огонь, занимались охотой на крупных и мелких животных и сбором растительной пищи.
В XVI—XII веках до н. э. на территории нынешнего Казахстана образуется андроновская культура, более шире — андроновская культурно-историческая общность. Несмотря на то, что основными очагами этой культуры явились племена, населявшие Северный Казахстан, Юго-Западную Сибирь и Южный Урал; отдельные материальные памятники были обнаружены в районе горных систем Копетдага, Памира, Тянь-Шаня. Местность Таласской долины, располагавшаяся по сути в окраинах «культур», имела отношения помимо к андроновской, также к кельтеминарскую—тазабагъябскую культурам и Бактрийско-Маргианскому археологическому комплексу.

## Античность

### Памятники кочевой культуры
Приблизительно в VIII—VII вв. до н. э. на обширной территории Евразии возникает ираноязычный кочевой народ — саки (др.-греч. Σάϰαι), кои населяли территорию нынешнего Казахстана включительно. В пределах нынешних Алматинской и Жамбылской областей располагался один из крупных союзов сакских племён — исседоны:44. В истории Казахстана со саками связано развитие поливного земледелия основанного на ирригационной системе с плотинами и обширной сетью оросительных каналов в бассейнах рек Таласа, Чу и Сырдарья, а также существенное развитие ювелирного изделия (главным образом — украшения из железа и золота), кочевого скотоводства и военного дела. Скопления сакских могильников, в том числе царских, обнаружены на берегах Таласа, Чу, Или, в предгорной зоне Киргизского, Заилийского, Джунгарского Алатау, Кетменьтау, в горных долинах Кегена, Нарынкола, в Иссык-Кульской котловине.
В 8 километрах к востоку от Тараза — в предгорной равнине Киргизского Алатау, недалеко от поймы реки Талас, располагается сакский курганный могильник Жетытобе. О могильнике было известно примерно с XIII века, первые археологические исследования с подробными описаниями были проведены в XIX веке русскими археологами и историками П. И. Лерхом:10, 28—29, Е. Ф. Кальем:136:37, В. Панковым и другими. В 1985 году археологический экспедицией Свода памятников истории и культуры были возобновлены исследования могильника, в ходе которых был составлен план могильника и раскопаны почти все рядовые курганы. Последней проведённой экспедицией 2012 года подтверждается весьма скудный состав погребального инвентаря, а из имеющихся, в основном малой керамической коллекцией, нашивных бляшек и бусов — могильник был отнесён к сако-усуньскому времени, что соответствует к V—IV вв. до н. э.
Помимо Жетытобе, одним из также крупных археологических находок, который можно отнести к сако-кангюйскому периоду является Бериккаринский курганный могильник, расположенный против одноимённого ущелья в 40-х километрах от Тараза и найденный в ходе археологических раскопок в 1938—1939 годах под руководством А. Н. Бернштама. А. Н. Бернштам, исходя из составных частей курганника, — относил его в период III в. до н. э. — IV в., собственно попутно сопоставив курганник на две части: «старую» и «молодую». Так, например, в старой части курганника была найдена поясная медная бляха с изображением льва, держащего в пасти птицу, типа лебедя; голова которой была выполнена экспрессивно, с надлежащими знаниями объекта, что характерно для скифской традиции в искусстве к эпохе III—I в. до н. э. В свою очередь, найденные серьги в «молодой» части курганника, были отнесены к II—V вв. н. э исходя из «раннекочевого» искусства.
На территории отдельной, верхней части Таласской долины, расположенная в Кыргызстане, — археологическими работами 1956—1960 гг. под руководством П. Н. Кожемяко были обнаружены десяток могильников и курганов, отнесённые к сако-усуньскому времени. Впоследствии, после подробного анализа, большинство зафиксированных памятников были соотнесены в сходстве с другими аналогичными памятниками Тянь-Шаня, Чуйской и Илийской долин.

### Основание города. Гипотезы
Общепринятые мнения и доводы по поводу основания Тараза — отсутствуют. Некоторые ключевые моменты в историографии города ускользают за недостатком источников. В целом, из ныне имеющихся сведений, наиболее достоверными являются происходившие политические обоснования для появление первого предположительного поселения на территории нынешнего города. Из временны́х параллелей, — город должен был быть основан не позднее V века.
Впервые интерес к истории основания города Тараз прослеживается у российских историков XIX века: так, русский историк, востоковед — В. В. Бартольд, в собственной работе «Отчёт о поездке в Среднюю Азию с научной целью» преподносит предание в книге арабского историка Абулхасана Нишапури — «Хазаин ал-улум» («Хранилища знаний»), согласно которому Тараз был основан выходцами из города Бухара и сначала носил наименование Хамукет:14, однако, в тотчас, отмечает работу Макдиси, в которой Хамукет упоминается отдельно от Тараза. Тогда же, В. В. Бартольд, в своём предварительном отчёте, указал на возможность соответствия тогдашнего Аулие-Ата с древним городом Таразом, но, не будучи в уверенным в правильности своего вывода, предполагал, что городища Туймекент близ одноимённого села и Садыр-Курган в Киргизском хребте (Большая Капка) могут также претендовать на развалины древнего Тараза. Это предположение В. В. Бартольда вошло в научный обиход и за пределами России. Во всяком случае ряд западноевропейских учёных, не без влияния В. В. Бартольда, как правило указывали, что древний Тараз соответствует городу Аулие-Ата.
Помимо работ В. В. Бартольда, данный отрезок времени обеспечивается также существенными работами В. А. Каллаура — уездного начальника и члена ТКЛА; охарактеризованный А. И. Добросмысловом как «большой любитель старины». В. А. Каллаур, действительно являясь любителем старины, неоднократно печатал в протоколах Туркестанского кружка любителей археологии ряд заметок, посвящённых описанию тех или иных памятников Таласской долины. Помимо прочего, В. А. Каллаур зарегистрировал большинство памятников старины по Таласу и пытался также дать некоторое объяснение развалинам и отождествить их с древними городами. А одним из известных открытий В. А. Каллаура явилось нахождение рунических памятников в долине реки Талас. По поводу основания города, В. А. Каллаур, расспросив стариков-туземцев Аулие-Аты в зиму 1897—1898 гг., пришёл к мнению, что тогдашний Аулие-Ата был основан в 1826—1827 гг..
После Октябрьской революции — глубина тематики сопровождалась впредь крупными археологическими изысканиями и новой установленной научной «нормой»: так, советский археолог и востоковед — А. Н. Бернштам, руководивший большинством исследований в 1936—1939 гг. на территории Таласской долины, систематизировал общие данные в своей собственной брошюре — «Памятники старины Таласской долины». А. Н. Бернштам уделяет к вопросу об основании Тараза отдельную главу, согласно которой, если не основополагающий, то значимый вклад в возникновении Тараза послужила согдийская колонизация: после установления факта наличия согдийцев когда-то на территории Южного Казахстана, — А. Н. Бернштам, отнёс данный фрагмент как причину разности определённых культур, существовавших на территории долины соответственно, при этом сделав акцент именно на земледельцев—колонистов согдийцев.
Образование Академии Наук Казахской ССР в 1946 году заключает за собою отдельный этап в развитии средневековой археологии Казахстана. Южно-Казахстанская археологическая экспедиция, руководимая А. Н. Бернштамом, в течение 1948—1951 гг. вела исследования в Южном Казахстане. Изучение типографии городищ и классификация керамики позволили судить об узловых культурно-исторических этапах, об уровне развития ремесла, а, следовательно, и всей городской культуры Казахстана. В целом, последующий советский период ознаменовался масштабными работами, и, собственно, дал к началу выявлению новых доводов к тематике основания не только Тараза, но и городской культуры в Южном Казахстане в общем: так, археолог Е. И. Агеева считает, что Южный Казахстан и Семиречье — «не были объектом колонизации Согда и Хорезма, а самостоятельным с особой экономикой и культурой регионом»:215. По мнению Т. Н. Сениговой, неоднократно руководившая археологическими изысканиями в Таласской долине, считалось, что — Тараз и города его округи возникли на местной тюркско-карлукской основе их населения.
Полученные данные к этому отрезку времени были соотнесены в фундаментальном работе советского и казахстанского археолога К. М. Байпакова — «Средневековая городская культура Южного Казахстана и Семиречья». К. М. Байпаков, признавая особое влияние согдийской культуры в Южном Казахстане, не считает верным исключительную роль лишь в согдийцах, восходя к мнению, что городская культура Казахстана развивалась двумя культурными комплексами — согдийской и тюркской соответственно. Тем самым, по мнению К. М. Байпакова, складывается своеобразный согдийско-тюркский культурный комплекс, с тесными отношениями двух народов. При этом, задатки оседлой жизни на территории Южного Казахстана прослеживаются намного раньше, чем вообще существовал согдийско-тюркский культурный комплекс, приведя ещё больше доводов. К. М. Байпаков, в собственной работе «Средневековые города Казахстана на Великом Шёлковом пути» упоминает про гуннское укрепление, основанное, предположительно в I в. до н. э. строителями из Парфии и Ферганы, и в стенах которого, в 36 году до н. э. состоялась битва между китайцами и шаньюем северных хунну — Чжичжи. Данное укрепление мог бы послужить одним из первых поселений, образованное и давшее к появлению других групп поселений, относящихся к историографии Тараза.

### Первое упоминание
Первое письменное упоминание Тараза содержится в записках византийских историков — Земарха Киликийского и Менандра Протектора — посетившие близлежащие к городу территории в 568-м году, во времена Тюркского каганата, с целью установление дипломатические отношения. Главною целью Земарха, посланника византийского императора Юстина II, отправившиеся в восточные страны, было создание военного союза с тюрками против Ирана (Персии). В ходе посольства, Земарх добившись значительных успехов в дипломатических аспектах, отправился в поход против персов вместе с Истеми-ябгу, записанный греками как Дизавул. Именно в долине реки Талас они встретили персидских послов, отправленных Сасанидами. В ходе встречи, Истеми-каган разорвав отношения с персами, утвердил дружбу с византийцами, отправив им тюркского посланника — Тагму. Посольство Земарха, разорвавшее дипломатические отношения с персами и установившее дружеские отношения с Тюркским каганатом, полностью выполнило поставленную перед ним миссию и возвратилось на родину пройденным маршрутом.

## Средние века

### Расцвет городской культуры (V—XI вв.)
Материалы Тараза III строительного периода в работах Т. Н. Сениговой, добытые из цитадели и шахристана, дают основание говорить об экономическом и культурном росте в V—VII вв. Причиной таких перемен явились:
- согласно А. Ю. Якубовскому, — изменения социально-экономического строя вследствие усиления процесса феодализации, а затем постепенного перемещения центра экономической жизни из города в деревню[62];
- согласно А. Н. Бернштаму, — культурному росту города послужила вторая согдийская колонизация, в частности, особенно коснувшиеся г. Таласа[Л 41].

Впрочем, конкретному росту древнего Тараза могли также послужить своеобразные характеристики Великого шёлкового пути: так, например, из двух основных направлений пути на территории нынешнего Казахстана (сырдарьинское и тяньшанское), в период средневековья и в особенности во время существования Западнотюркского, Тюргешского каганатов, куда непосредственно входил Тараз, — сырдарьинское направление имело более интенсивное использование, в отличие от южного тянь-шаньского, что в дальнейшем определило развитие прилегающих крупных населённых пунктов. Этому свидетельствует, в частности, развитие отношений между Византией и Тюркским каганатом в VI веке.
В V—VII вв. город состоял из цитадели, шахристана и расположенного кольцом с восточной стороны рабада: цитадель представлял собою фланкированную с четырёх сторон округлыми, выступавшими из плоскости стены на три четверти башнями фортификационное сооружение, удачно вписавшее с северной стороны в шахристан. В северо-восточной части шахристана раскопом VI (1958) Т. Н. Сениговой выявлено гидротехническое сооружение — водоотстойник, а в 150—200 м от него — обнаружена водопроводная труба, свидетельствующее о знаний жителей древнего Тараза с гидротехническими сооружениями соответственно. Выявленный в центре шахристана участок стены позволил Е. И. Агеевой высказать предположение о том, что на территории шахристана могли быть не только единые массивы жилых строений, но и отдельные здания.
В середине VII веке по Семиречью проехал китайский путешественник Сюаньцзан, который передаёт имя города Талас в китайской транскрипции Да-ло-се. Так, в описании его путешествия Си-юй-цзи говорится: «сделав от ста сорока до ста пятидесяти ли на запад от Мынг-Булака, он приехал в город Талас, имеющий в окружности от 8 до 9 ли (2,5—2,7 км). Здесь останавливаются и торгуют всевозможным товарами купцы, приезжающие из разных стран. По своим естественным богатствам и климату страна эта подходит на Су-е.». Непосредственно в самой записке Сюаньцзана имеются сведения о национальном составе описанного города: помимо купцов из разных стран, в Таласе проживали хусцы, — согдийцы.
Помимо китайских источников, отдельные сведения на данный рассматриваемый период содержатся в манихейской рукописи (VIII век). В данном религиозном сочинении имеется упоминание о «воинственных тюрках Аргу» на Таласе и города Кашу, Якакент, Ордукент и Чикилей. Согласно манихейскому колофону, сочинение «Книга двух основ», нацеленное «чтобы пробудить веру в Стране десяти стрел», — было написано в Таласе, тем самым свидетельствуя отношение города к манихейству.
Т. Н. Сенигова, систематизируя материалы из слоя VIII—IX вв., содержавшего тюргешские монеты, позволяет считать данный период наиболее интенсивным временем обживания цитадели Тараза и его округи. Последовавшая с X века интенсивное развитие городской жизни в условиях сложившегося феодального уклада, отразились в типографии города прежде заселением города, вследствие чего бывшие стены, зачастую — западные, утратили оборонное значение, и в нескольких местах к западу от шахристана были найдены новые возведённые стены (№ 2 и 3).

#### Тюркский каганат
В 572 году земли Семиречья перешли к Кара-Чурину-Дату, — сыну Истеми-кагана:58. Одним из основных эпизодов данного периода явилось переселение согдийцев на близлежащие к Таразу территории. Так, в результате возникших в Согде в 580 году столкновений между тюркскими кочевниками, возглавляемыми Абруем (в других источниках — Або-хан) и, бухарской знатью, — часть населения эмигрировала в низовья реки Талас. Происходившее событие описано Нершахи: «По прошествии некоторого времени власть Абруя возросла, он стал жестоко править этой областью [Бухарой], терпение жителей истощилось. Дихкане и купцы ушли из этой области в сторону Туркестана и Тараза и выстроили там новый город и назвали его Хамукет, город вельможи Хамука»:33. Ныне, Хамукет отождествляется с городищем Костобе, расположенный предположительно на месте древнего города, в 15 километрах к северу от Тараза.
Согласно Т. Н. Сениговой, факт переселения значительного количества согдийской аристократии в Таласскую долину, а также подавления восстания в Бухаре свидетельствуют о значительной роли Тараза, которую город играл в политической жизни этих областей. Собственно, для некоторых других историков, эти события связываются с влиянием согдийской культуры на Южный Казахстан в целом.

#### Западно-тюркский каганат
Во время Западно-тюркского каганата, г. Талас сохраняет прежнюю позицию торгового центра. На развитие оседлой культуры и экономики сказались происходившие в каганате политическая борьба внутри тюргешской конфедерации между нушиби, населявшие в 635—648 гг. Чу-Таласское междуречье и дулу, жившими в Чу-Илийском междуречье. Переменные успехи каждой из сторон способствовали то выдвижению Тараза:105, то подчинению его другому центру — Суябу на р. Чонкемин.
По мнению А. Н. Бернштама, на начало VII века приходится вторая согдийская колонизация, в результате которой Западно-тюркский каганат стал крайне насыщенным согдийцами и их культурой. Тем самым, происходившие социально-экономические и демографические изменения Таласской долины, в том числе — междоусобные войны, показывают ту решающую роль, которую играли племена р. Таласа в Западно-тюркском каганате.

#### Тюргешский каганат
С начала VIII века на территории Семиречья и нынешнего Кыргызстана возникает Тюргешский каганат, нахождение в составе которого для Таласской долины явилось активными боевыми действиями с арабами и возвышением в области кара-тюргешей. Наиболее крупным политическим событием в жизни Таласской долины в этот период следует считать битву между войсками ферганского владетеля и царя Шаша, в результате которой ферганский владетель «обратился за помощью к царю Китая и тот дал ему 100 000 воинов», после чего царь Шаша был побеждён. «Известие [об этом] дошло до Абу-Муслима, и он отправил на войну с ними Зияда ибн Салиха. В июле 751 года они встретились на реке Талас, мусульмане победили их [китайцев], убили из них 50 000 и взяли в плен около 20 000, а остальные бежали в Китай». Данное событие вошло в историю как — Таласская битва.
Однако, активные военные действия, проводимые тюрками Семиречья, затрудняли подчинение этих областей арабам, что было отмечено В. В. Бартольдом: «Арабские завоеватели доходили до долины Таласа, но не присоединили её к своим владениям»:14. Произведённое А. Н. Бернштамом «исследование Таласской долины и междуречья Талас—Чу показало, что город Тараз приобрёл в это время исключительное значение и являлся форпостом мусульманской культуры для Семиречья».

#### Карлукский каганат
В 766 году, на смену тюргешам, Таласской долиной и восточной частью Сырдарьинской области овладели карлуки:13. В первое десятилетие царствования Махди (775—785 гг.) карлукский джабгу выполнял требования и платил налоги, однако в 806 году карлуки взбунтовались и прислали на помощь восставшим самаркандцам вспомогательный отряд. В связи с чем, в 810 году халиф Мамун был вынужден выступить против карлукского города Кулана, жалуясь своему визиру Фазлу ибн Сахлю, что ему приходится начинать войну в самый неблагоприятный момент: карлукский джабгу вышел из повиновения, а царь Отрара отказывается платить дань:260. Фазл, в свою очередь, посоветовал ему написать письмо джабгу и подарить отрарскому царю дань на один год: В. В. Бартольд предполагал, что подобными мерами халифу, вероятно, удалось внешне умиротворить страну, однако посчитал неубедительным, ссылавшись на список среднеазиатских городов, вносивших в арабскую казну дань, где семиреченские города Тараз, Кулан, Мерке — отсутствуют:261.
В итоге, в 813 году халиф Мамун овладел областью Отрара и взял в плен сыновей карлукского джабгу и его жён, сам джабгу бежал в страну кимаков. А. И. Михайлова считает, что карлуки, вытесненные из Отрара на северо-восток, сохранили за собою значительную территорию, в том числе Тараз и города Таласской долины, чем сказалось на развитии материальной культуры этого района.

#### Саманидское государство
Политическое господство карлуков в Семиречье, длившиеся 200 лет, было нарушено саманидами. Халиф Саманидского государства Исмаил ибн Ахмед, стремясь обезопасить северо-восточные границы собственной страны и заполучить входившую в сферу влияния Тараза богатую серебром область Шельджи:32:64—65 в 893 году «пошёл войной на город царя тюрков [Тараз]»:495. Определение соответствующее Таразу как «город царя тюрков» — свидетельствует о населённом пункте как о столице государства карлуков и как о крупнейшем торгово-экономическом центре, соединявшим лежавшие к северо-востоку от него кочевья и города Средней Азии. В конце IX века Таласская долина входит в состав владений Саманидов.
Сообщение Нершахи о походе Исмаила в Тараз дополняет Табари: Исмаил, взяв город тюрков-карлуков, пленил царя, его жену и около 10 000 человек. Кроме того, «он убил многих» из сопротивлявшихся ему воинов и «забрал так много верховых животных» — лошадей, «что нельзя было их сосчитать». Сохранить политическую независимость Тараза удалось лишь ценой принятия ислама карлуками: головная церковь города была превращена в мечеть:268, а предводители карлуков обязались защищать владения саманидов от других тюркских племён (на таких условиях Тараз и Исфиджаб избежали внесения денежных взносов (хараджа) в саманидскую казну).
К саманидскому периоду окончательно складываются города Таласской долины, наиболее полный перечень которых и частичное описание даёт арабский историк X века Макдиси:15. Тараз, как и Таласская долина входят в состав Исфиджабского округа, сохраняющего самостоятельность и автономность в системе Саманидского государства. Макдиси даёт наиболее полное описание Тараза: «Тараз — большой укреплённый город, со множеством садов и сплошной населённостью; у него ров, четверо ворот и населённый рабад. У ворот большая река, за ней часть город, через неё есть переход. Соборная мечеть [расположена] среди рынков»:15. А. Н. Бернштам утверждал, что правобережный Тараз (часть города расположенная на правом берегу Таласа), — не сохранился, ибо р. Талас, имея блуждающее русло, всё время отходит на восток и смыла эти развалины города. Из-за этих обстоятельств, город рос в западном направлении.
На саманидский период приходится становления Тараза как одного из крупнейших торговых центров мусульманского Востока: Ибн Русте (X в.) называет Тараз «городом купцов», Ибн Хаукаль (последняя четверть X в.) пишет: «Тараз — место торговли мусульман с тюрками, между ними [Сюткендом и Таразом] крепости, относящиеся к нему, его [Тараз] не проходит никто из [страны] Ислама, потому что тот, кто пройдёт его в шатры (то есть кочевья) карлуков».

#### Караханидское государство
Эпоха XI—XII вв. в Таласской долине и в Таразе оставила значительное количество памятников материальной культуры: в гибели Саманидского государства и возникновении Караханидского, Тараз играет свою роль и неоднократно упоминается в исторических и географических сочинениях. Так, ещё в 922—923 годах в Таразе искал убежище некий Мухаммед ибн-ал-Хусеин ибн Мут, который вместе с тюркскими войсками поддержал восставшего Саманида Ильяс ибн Исхака против Насра ибн Ахмеда, саманидского правителя, жившего в Бухаре (913—942 гг.). Сообщение об этом восстании находится у Ибн ал-Асира и комментировано В. В. Бартольдом: «Восстание, поднятое в 922 году в Фергане Ильясом б. Исхаком, легко было подавлено, благодаря искусству посланного против мятежников Абу Амиру Мухаммеда б. Асада, который с незначительным отрядом устроил засаду войску Ильяса и рассеял его силы; число последних будто бы доходило до 30 000 человек. Главный сподвижник Ильяса Мухаммед б. Хуссейн б. Мут (возможно исфиджабский владетель) бежал в Тараз, где по желанию бухарского правительства был убит местным дихканом»:301
Централизованное государство Саманидов в конце X в. получает ряд серьёзных поражений со стороны Караханидов, в 992—999 году Бухарой овладевает создатель династии Караханидов Богра-хан, в 999 году династия Саманидов прекращает своё существование. Вместо централизованного государства, Средняя Азия разбивается на ряд уделов, Сын Кадыр-хана, Богра-хан в 1032 году получает от отца в удел Тараз и Исфиджаб:357—358.
Политическая самостоятельность Тараза и автономность округа сказались на развитии экономики и культуры: автономность послужила основанием к чеканке таразских монет при Тамгач-хан-Хасане, середине XII века. Значение и мощь Тараза при Туган-хане (начало XI в.), — были настолько велики, что таразский владетель способен был выступить против Махмуд-хана владевшего тогда Самаркандом, и против Кадыр-хана, владевшим Кашгаром. А. Н. Бернштам, исходя из этих фактов, считал политическую силу Тараза следствием его экономической мощи соответственно.
Третий культурный слой Тараза в археологических раскопках Бернштама, отвечающий караханидской эпохе XI—XII вв. свидетельствуют о значительном росте города при караханидской династии: так, караханидской слой представлял собою коллекции, в основном состоящих из уникальной керамики. Весьма характерны чираги (лампы), монеты, сосуды из меди. Из найденных крупных археологических субъектов явились своеобразные бани, замок, кладбище.

### Падение городской культуры (XII—XV вв.)

#### Каракитаи
В XII в. на территории Семиречья, равно как и всей Средней Азии, появляется новая сила, пришедшая с востока — каракитаи, народность тунгусско-манчжурского происхождения. Так, ещё в 1137 году каракитаи подчинил себе Семиречье и Восточный Туркестан. Завоевания кара-китаев не принесли особых разрушений Средней Азии, так как они, оставляя в неприкосновенности старый строй, довольствовались данями.
Неподчинение их власти Хорезма вызывало неоднократные походы кара-китаев: так, например, поход 1171—1172 гг. закончился в начале XIII в. сильным ослаблением кара-китаев. Решающая битва хорезмского владетеля с кара-китаями произошла в 1210 году, — хорезмшах Мухаммед выступил против кара-китаев: «когда известие дошло до гурхана китайского, он также приказал Таянгу, чьей царской одеждой была вышитая материя (тираз) и чьим местопребыванием был Тараз, чтобы он действовал энергично» — из этого сообщения Джувейни явствует, что Тараз ещё в начале XIII в. был крупным городом, столицей наместника каракитайского гурхана — Таянгу и относительно сохранял прежние позиции политической автономности. В 1210 году в августе-сентябре, согласно Джувейни, произошла битва при р. Иламыш, в результате которой каракитаи были разбиты, а Таянгу взят в плен.
Впоследствии, отступающие к своей столице Баласагуну каракитайские войска «во время возвращения начали громить, грабить, убивать и бесчинствовать в своих округах и поданных»: согласно Ибн аль-Асиру, в разрушении городов принимал значительное участие и сам хорезмшах Мхуаммед, который «приказал жителям Шаша, Ферганы, Исфиджаба, Хасана и городов, которые вокруг них, а в мире не было более приятных, чем они и более возделанных, — выселиться из них в страну ислама. Затем он разрушил их все из страха, что татары завладеют ими». А. Н. Бернштам, предполагал, что так как в тексте упоминался Исфиджаб, как главный город удела, то аналогичному разграблению подвергся и Тараз, входящий в это время в состав городов «которые вокруг них», то есть в частности и Исфиджаба. А дальнейшее событие содержатся в работах Якута аль-Хамави, согласно которому, с хорезмшаха Мхуаммеда на эти местности посыпались «удары судьбы и превратности рока»: после уничтожения хорезмшахом Мхуаммедом Караханидского государства, разгрома войска каракитаев, не осталось того, кто мог бы охранять земли, завоёванные собственно хорезмшахом. Впрочем, разгром 1210-х годов был завершён монголами.

#### Монгольское нашествие
Во время монгольского завоевания Средней Азии (1218—1223 гг.), в Семиречье только Баласагун не оказал сопротивления монголам, за что был прозван «Гобалык», то есть — хороший город. За оказанное Таразом сопротивления, город был полностью разрушен, как и большинство оседлых населённых пунктов региона. Впрочем, в Таласской долине только Тараз продолжает в весьма небольших размерах своё существование: помимо культурных слоёв города, этому свидетельствует также письменные источники. Так, согласно тому же Джувейни, в 1242 году, монгольский эмир Аргун, правитель Хорасана, направляясь в Монголию, получает в Таразе известие о смерти Гуюка (1246—1248 гг.), он же в 1251—1252 годах в Таразе получает известие о восшествии на престол Менгу Каана. При монгольском владычестве, территория Таласской долины стала местом летних кочевий монгольских ханов, и согласно В. В. Бартольду в 1269 году в ней произошёл очередной курултай Чингиз-хана:17.
На монгольский период засвидетельствованы несколько зафиксированных наименовании Тараза: «Банги», «Йанки», «Яны», «Яны—Талас» «Янги», с перевода — Новый, Новый Талас. Свидетельством этому является монетный двор Тараза, продолживший чеканиться монеты при монголах и при Джагатаидах.
В 1307 году Тараз подвергается весьма солидному разрушению со стороны чагатаидских царевичей, которые разрушили весь «эль» (государство) Кайду, владевшего ещё со времени Алсу (1261—1266 гг.) землями Таласа, Кенджека, Отрара, Кашгара и Мавераннахра: «они сожгли Золотую орду, которую называли Сыр Орда, развеяли ветру землю Тараза, Янги, Кенджека и Чигиля, а жителей подвергли пыткам и то, что смогли, забрали, остальное предали огню». Впрочем, разгром не ликвидировал Тараз, так как автор ал-Омари, умерший в 1348 году, описывая маршрут из Мавераннахра в Алмалык указывал на Талас, как один из четырёх городов округа Янги.

#### Казахское ханство
Письменные источники XVI века сообщают, что в половине XVI века вся Таласская долина представлял собой груду развалин: так, Мухаммед Хайдар пишет следующее: «Монголы называют Тараз Яны… в степи, которую они называют этим именем, видны следы нескольких городов, там есть следы и признаки купола, минарета, ханакхов, медресе; но неизвестно, который из этих древних городов был Яны и как назывались остальные города»:156.
С начала XVI века Таласская долина входит в состав Казахского ханства. Последующие джунгарские походы на территорию Старшего жуза в XVII—XVIII вв. окончательно разрушили бывалую городскую жизнь региона, а в особенности, самого города Тараза: руины лежавшие до XIX века, впоследствии были встречены кокандцами.

#### Кокандское ханство
С 1815 года — нынешняя местность города входит в состав Кокандского ханства, а к 1819 году кокандцы подчинили к собственным владениям основную часть земель Старшего жуза. Продвижение кокандских войск на новые земли сопровождалось строительством крепостей: первые кокандские укрепления на территории Казахстана были построены при Омар-хане (1810—1822 гг.).
В соответствии со спецификой построения кокандских крепостей на новых завоёванных землях, то есть, как правило, крепости строились в районах наибольшего скопления кочевого населения, отличавшихся нестабильностью положения; в начале XIX века строится первая кокандская крепость близ территории города — Яны-Курган или Уч-Курган: однако из-за стратегического неудобства крепости, а в конечном счёте её захват, — вынудило кокандцев к строительству новой крепости, которое, согласно В. А. Каллауру, происходило на развалинах древнего Тараза в 1826—1827 годах при хане Мадали (1822—1842 гг.). Типография древнего Тараза послужило к возведению полноценной крепости соответственно.
Сооружение крепости Аулие-Ата было поручено датха Адынбеку, ставшему первым её комендантом, а строительством крепости руководил зодчий Рузымат. Крепость была построена из сырцового кирпича и пахсовых блоков.
В 1837 году с южной стороны крепости вдоль дороги, ведущей к воротам крепости (ныне — улица Наманганская), обосновались 28 семей — выходцев из города Намангана. Их слободка положила началу образования поселения Наманган—Коче (то есть с перевода — Наманганская улица), которое стало быстро расти, вытянувшись лентой в юго-восточном направлении. К 1864 году население поселения насчитывало около 2—3 тысячи жителей.
В 1856 году, по распоряжению ташкентского беклярь-бека Мирзы Ахмеда был построен базар, давший основание к возникновению города Аулие-Ата.
В 1863 Алымкул принял энергичные меры для укрепления военной мощи ханства. По его приказу правитель Ташкента Нур-Мухаммед посетил Тараз, Сузак и Чолак-Курган, чтобы оценить вред, нанесённый их укреплениям русскими и собрать дань с местных казахских родов.

## Российский период

### Присоединение в состав Российской империи

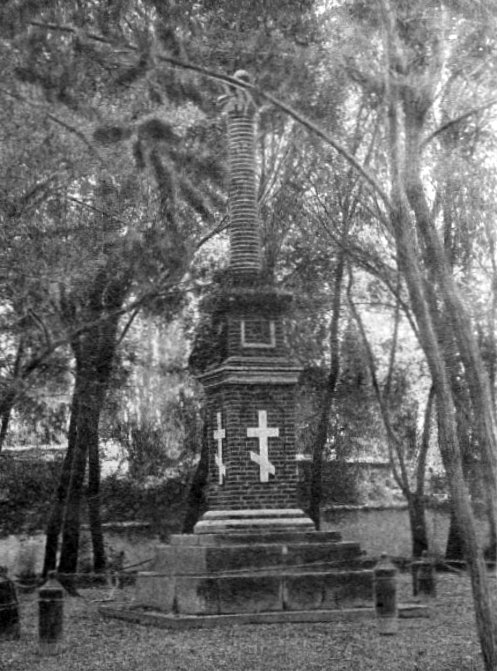
Памятник в гор. Аулиеате в память взятия его 4 июня 1864 г. отрядом полковника Черняева

В целях соединения в одну линию передовых укреплений оренбургского и западносибирского ведомств во время присоединения Туркестана в состав Российской империи, в 1864 году с сибирской стороны из территории Алатавского округа был отправлен отряд под начальством русского полковника М. Г. Черняева. Отряд состоял из 8 рот пехоты, 3-х сотен казаков, 8 полевых и 2 горных орудий, 7 мортир и 2 ракетных станков. Численность отряда была равна: 68 офицеров и классных чиновников, 2571 нижних чинов, 789 лошадей и 3981 верблюда.
Черняев выступил из Верного к Аулие-ата 1 мая 1864 года, по дороге устроил два этапных пункта в Токмаке и Мерке, оставив 2 роты пехоты, половину сотни казаков и 5 орудий. М. Г. Черняев, подойдя к Аулие-ата, расположенному на левом берегу Таласа, и дав отдых войскам в 7-ми верстах от города, двинулся далее на занятую кокандцами высоту Тек-Турмас. В итоге заняв несколько позиции, Черняевым было предложено сдать крепость, однако не получив удовлетворительного ответа, открыл по ней огонь. На следующий день, в 6 часов утра, комендант крепости прислал к М. Г. Черняеву аулие-атинского обывателя с просьбой дать ему на размышление о сдаче крепости 14 дней, на что ему было написано повторение о немедленной сдаче крепости и был открыт усиленный огонь. Впоследствии, Черняев, рассмотрев положение крепости, 4 июня решился на штурм, в ходе которого, подойдя с частями к крепости с западной, наиболее слабой стороны, выбил кокандцев и занял крепость.
За взятие Аулие-Аты, М. Г Черняев был произведён в генерал-майоры. 4 июня 1864 года, в память взятия Аулие-Аты по инициативе Сырдарьинского военного губернатора Н. И. Гродекова был поставлен памятник, открытие которого происходило 4 июня 1889 года. С 17 июля 1864 года — Аулие-Ата в составе новококандской линии, с 12 февраля 1865 года — в составе Туркестанской области, а с 11 июля 1867 года — в составе Сырдарьинской области.

### Уездный центр
21 октября 1868 года Аулие-Ата стал административным центром собственного уезда. Должность аулиеатинского уездного начальника занял майор Виктор Юлианович Мединский (с 16 декабря 1867 года по 28 ноября 1869 года).
Русские, основное лицо которых до 1880 года были отставные солдаты и казаки, обосновали к северо-западу от крепости отдельную часть города — русскую. Согласно генеральным планам укрепления Аулие-Аты 1875 и 1883 годов, улицы на территории русской части были широкими, застраивались мелкими кварталами из небольших сырцовых домиков, уличная зелень отсутствовала. Впрочем, к концу XIX века границы обособленных частей города исчезли и концентрация городской жизни было направлено на русскую часть, дав основание к дальнейшему развитию населённого пункта в западном направлении вдоль улиц Кауфманской (ныне — улица им. Толе би) и Русской (ныне — ул. им. А. С. Пушкина).
Численность населения города, согласно Первой всеобщей переписи населения Российской империи 1897 года, составляла 11 722 человек:5. Из них, обозначали родным языком узбекский — 8474 чел. (72,29 %); русский, украинский и белорусский — 1366 человек (11,65 %); казахский — 589 (5,02 %); сартовский — 386 (3,29 %):56—57; остальные — 907 (7,74 %). По вероисповеданиям: мусульман было — 10 150 чел. (86,59 %); православных — 1324 (11,30 %); старообрядцев и уклонившихся от православия — 47 (0,40 %); католиков — 68 (0,58 %); протестантов — 17 (0,15 %); остальных — 114 (0,99 %):54—55. Численность населения города в 1910 году составляла 18 982 чел., из которых мужчин — 10 639, женщин — 8343 чел.
Согласно первому плану городских земель, утверждённому в 1898 году военным губернатором Сыр-Дарьинской области Н. И. Корольковым, за Аулие-Атой числилось 12 950 десятин земель, то есть около 1412 гектар. В том числе из которых 1275 или 90,30 % гектар были заняты усадьбами, садами, огородами и базарными площадями. Непосредственно площадь Аулие-Атинского уезда равнялась к 65 420 вёрстам² (74 452,03 км²).
К 1911 году, в городе было 3 кожевенных завода, 28 водяных мельниц, винокуренный и пивоваренный заводы, 32 хлебопекарни, 22 кузницы, 2 булочных и колбасных, 5 бань, лавки и магазины. К концу XIX началу XX веков, всех торгово-промышленных заведений насчитывалось 1165. Насчитывалось 3 церкви (Николаевская, соборная, основана в 1870 году, Успенская, церковь-часовня — в 1887 году, Покровская, — в 1904 году), около десятков мечетей (известные из них — мечети Наметбая и Кали Жунуса), один еврейский молитвенный дом. Действовало до 5 учебных заведений (трёхклассное городское, женское и мужское приходские, русско-туземное училища; частное женское учебное заведение) и около 20 сартовских мектебов.

## Гражданская война
Начало вооружённого восстания под руководством большевиков 28 октября (10 ноября) 1917 года в Ташкенте, — послужило к полноценному завоеванию крупных городов Сыр-Дарьинской области большевицкими силами к концу октября того же года:60. Так, 6 (19) ноября Аулие-Атинский Совет рабочих и солдатских депутатов, руководимый большевиками, заслушав сообщение о переходе власти в руки Советов в Санкт-Петербурге, Ташкенте, взял власть в свои руки. 1 (14) декабря Аулие-Атинский уездный съезд крестьянских депутатов вынес постановление о признании власти Советов и о слиянии крестьянских Советов с Советом рабочих и солдатский депутатов. Позднее, 3 (16) декабря Аулие-Атинский съезд трудящихся казахов вынес решение об упразднении мусульманского уездного комитета и о слиянии крестьянских Советов с Советом рабочих солдатских депутатов:61. 10 (23) декабря 1917 года Совнарком Туркестанского края утвердил положение об организации советского государственного аппарата на местах.
На основе ленинской национальной политики на территории Туркестана, в состав которого тогда входили Семиреченская и Сыр-Дарьинская области, была создана Туркестанская Автономная Советская Социалистическая Республика: V съезд Советов Туркестанского края, проходивший с 20 апреля по 1 мая 1918 года в Ташкенте, провозгласил автономию Туркестанской республики в составе РСФСР, избрал ЦИК и СНК республики:113. В 1924 году ТССР упразднена в процессе национально-государственного размежевания советских республик Средней Азии и образования Узбекской ССР и Туркменской ССР, вошедших в состав СССР.

## Советский период

### Аулиеатинский период
Окончательно советская власть в Аулиеатинском уезде была установлена в начале 1920 года. Первые два пятилетки СССР (1928—1937 гг.) характеризовались для города всецелой индустриализацией: состоявшее открытие Турксиба в 1931 году, связал город с другими крупными населёнными пунктами региона; открылись Джамбулский сахарный (1937), ремонтно-технический заводы. Промышленные предприятия в 1937 году по сравнению с 1934-м, возросли в 317 %.
Территориальные развитие города шло в основном за счёт освоения окрестных земель и поглощения близлежащих селений: к 1930-у году, возле остановочного пункта, — нынешней станции Тараз, формируется застройка привокзального района. По нынешним улицам Абая, Байзак батыра и Балуан Шолака — сформировалась собственная архитектура района: двухэтажные пристанционные постройки, выполненные в кирпичном стиле, характерном для застройки городских железнодорожных районов начала 20-х годов. Помимо всего, в привокзальную часть города вошли водонапорная башня, больница, клуб, привокзальная площадь, парк.
Согласно материалам всероссийских переписей 1920 года, численность населения города Аулие-Ата составляла — 16 268 человек. В том числе: 8211 мужчин (50,47 %), 8057 женщин (49,53 %):91. В этническом плане, основным народом явились узбеки — 7251 чел. (44,57 %); следом, казахи — 3543 (21,78 %); русские — 3160 (19,42 %); украинцы — 906 (5,57 %); прочие — 1408 (8,66 %: в основном татары и таджики):44. В 1926 году, численность населения города составила — 24 767 человек: из них мужчин — 12 481 чел. (50,39 %); женщин — 12 286 (49,61 %):132—133. В национальном составе преобладали русские — 9542 чел. (38,53 %); узбеки — 7898 чел. (31,89 %); казахи — 3202 (12,93 %); украинцы — 1770 (7,15 %):132—133.

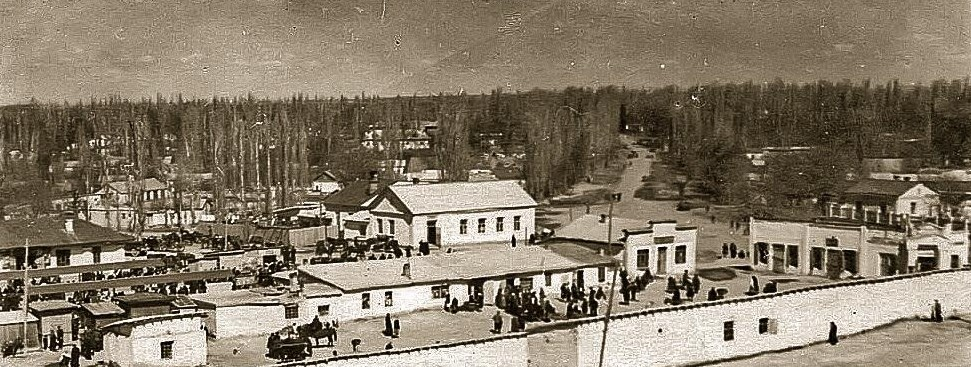
Вид на мучной базар г. Аулие-Ата, начало XX века.
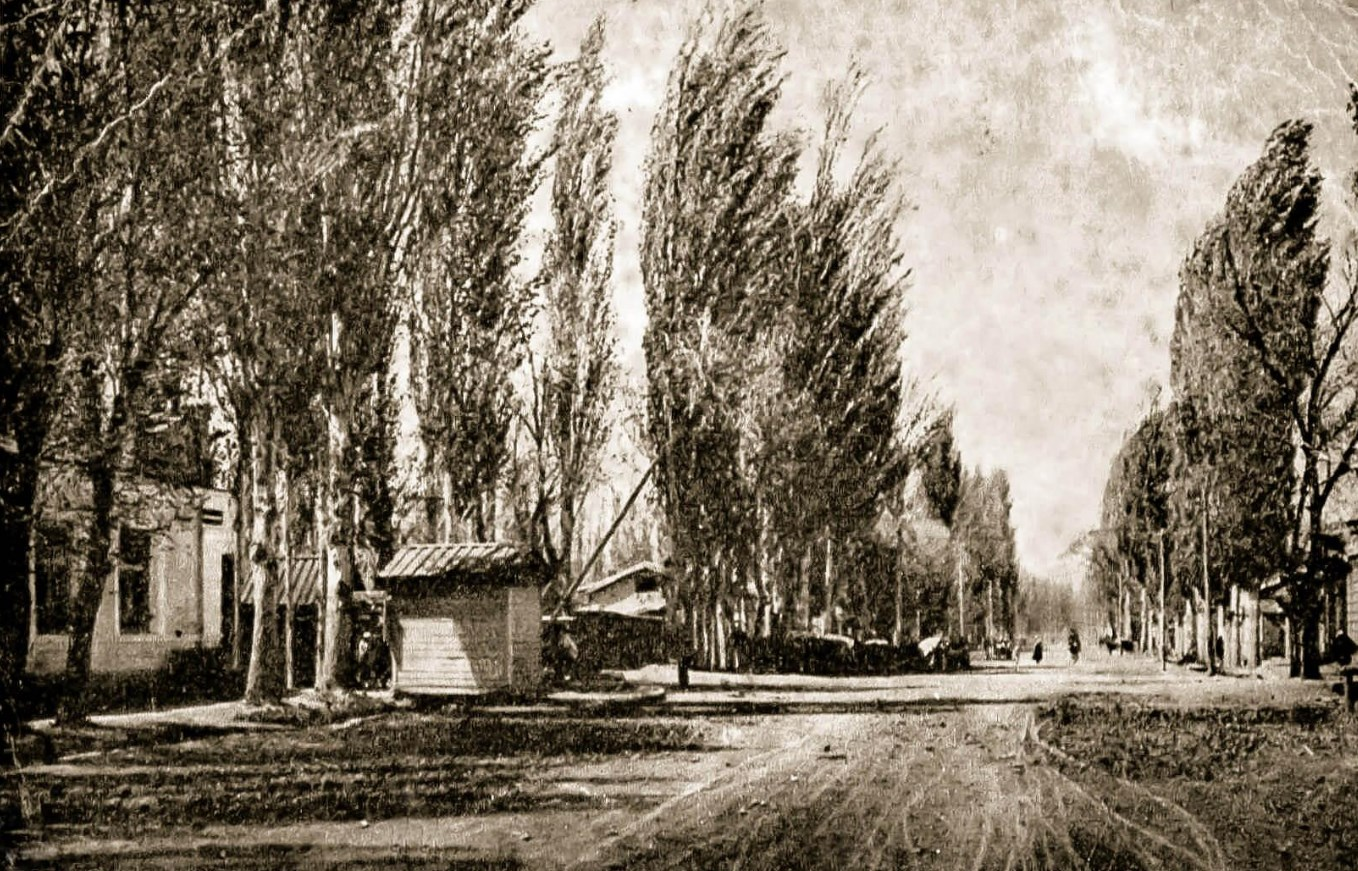
Улица Пушкина, г. Аулие-Ата, 1930-е годы.

### Джамбулский период
10 января 1936 года, город Аулие-Ата был переименован в Мирзоян, — в честь советского государственного деятеля Левона Исаевича Мирзояна, секретаря Казахстанского крайкома ВКП(б) впоследствии ставший первым секретарём ЦК КП(б) Казахстана. Однако, после ареста Мирзояна весной 1938 года, 5 июня того же года, город Мирзоян был переименован в Джамбул, в честь казахского поэт-акына Джамбула Джабаева. С 14 октября 1939 года — областной центр.
Во время Великой Отечественной войны в городе Джамбуле располагались до 30 тысячи людей из оккупированных территорий. Постановлением Государственного комитета обороны СССР № 894 от 13 ноября 1941 года в Джамбуле была сформирована 105-я кавалерийская дивизия СССР. Которая, после прибытия в действующую армию в 1942 году, дивизия была расформирована с передачей личного состава в ранее созданные части. Отдельно, несколько тысячи уроженцев Джамбулской области служили в знаменитой 316-й стрелковой дивизии. В послевоенное время, рабочие Джамбулской области шефствовали над Орловской областью:117.
С 1940-х годов город приобрёл особые позиции в химической промышленности. В 1943-м году, к местам фосфоритных руд была проложена железная дорога протяжённостью 144 км, строительство суперфосфатного завода началось в 1948-м, в 1950-м в эксплуатацию был сдан первый цех — суперфосфатный, в 1951-м сернокислотный, в 1954-м — цех гранулированного суперфосфата. Для надёжной работы промышленной части города, была построена ТЭЦ. С целью решения дефицита транспортных средств, обусловленных оживлённой деятельностью промышленных предприятий, в 1954-м году была построена автобаза № 1:117—118. С 1966-го года функционирует «Химпром». В периоде 1970—80-х годов, Жамбылская химическая промышленность давала до 40 % жёлтого фосфора во всём СССР. Лёгкая и пищевая промышленность города развивалась параллельно к химической:124—126.
В 1947 году было положено к началу строительство суперфосфатного посёлка, размещённого в западной части города на участке 60 гектар: проект детальной планировки застройки был разработан в 1948 году «Узгорпроектом», г. Ташкент, архитектором выступил Д. М. Беленицкий, инженером — А. И. Банке. Согласно проекту, посёлок вошёл в селитебную зону города и решён как отдельный микрорайон на 2 тыс. человек. Дальнейшее развитие радиально-кольцевой системы городских улиц определило конфигурацию планов семи кварталов посёлка и всей его территории в виде сектора, границы которого проходили по красным линиям радиальных улиц Ниеткалиева, генерала Рахимова и пересекающих их улиц Достоевского с востока и Рысбек батыра с запада. На территории «химпосёлка» в начале 1960-го года по проекту архитектора А. Б. Бабаханова был построен дворец культуры, ставшим доминантой комплексной застройки улицы.
Первый генеральный план города был принят в 1948 году («Горпроект», 1948 г., Алма-Ата). В нём впервые намечались формирование административно-общественного центра, образование промышленных зон, решение проблем городского транспорта. Композиционное ядро общественного центра — главная площадь Достык, расположенная на возвышенном месте, на пересечении нынешних улиц Толе би, Абая и Сулейманова. Классически строгая осевая планировка, компактные размеры и соразмерность застройки придают площади законченный архитектурный облик. На основе этого генплана, ташкентским архитектором К. Рахмати был разработан проект центральной площади Джамбула, — сегодняшняя площадь Достык, утверждённый председателем джамбульского облисполкома Сабдыгалиевым М. С. Так, в 1957 году был построен нынешний городской акимат, в 1965-м — областной драматический театр, в 1974-м — дом политического просвещения.

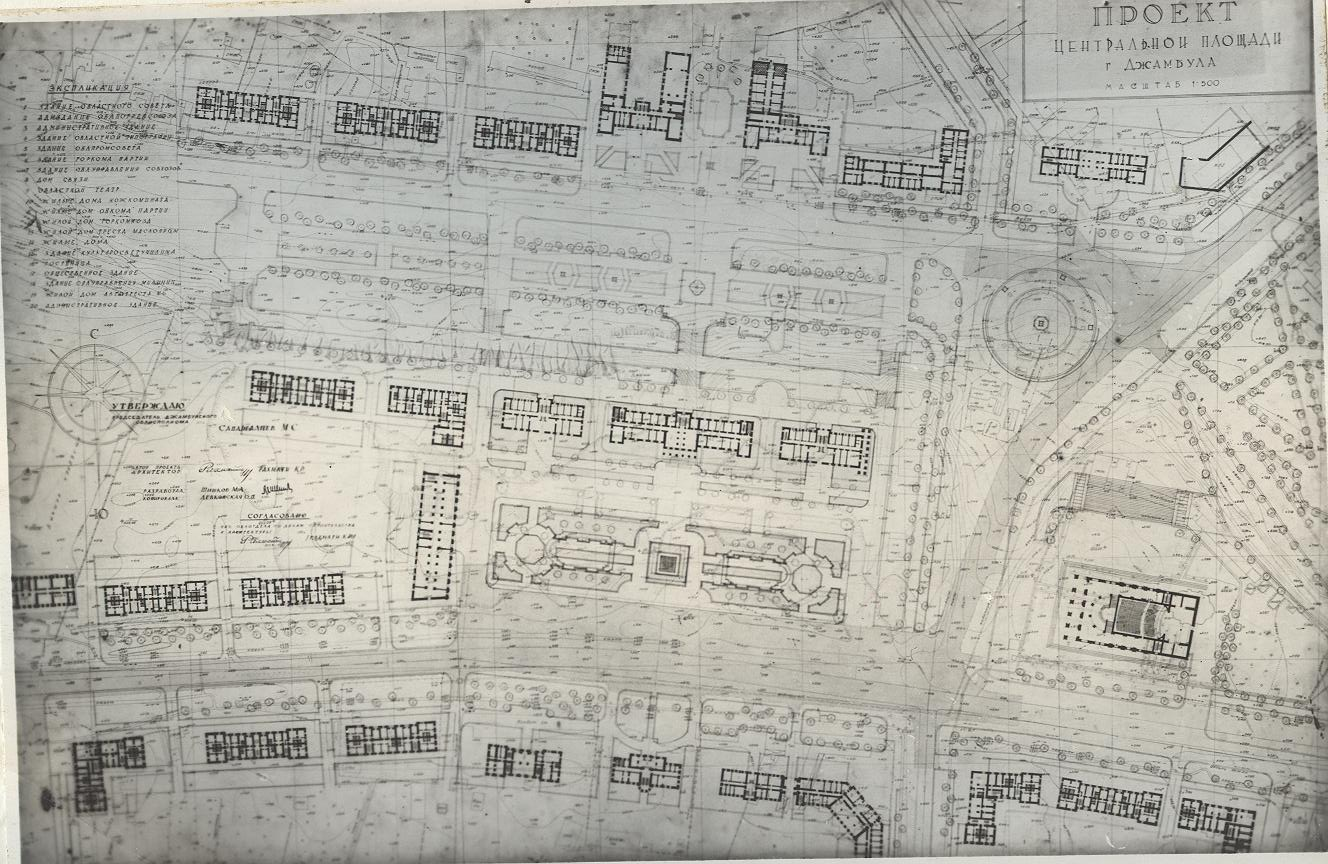
Проект центральной площади г. Джамбула
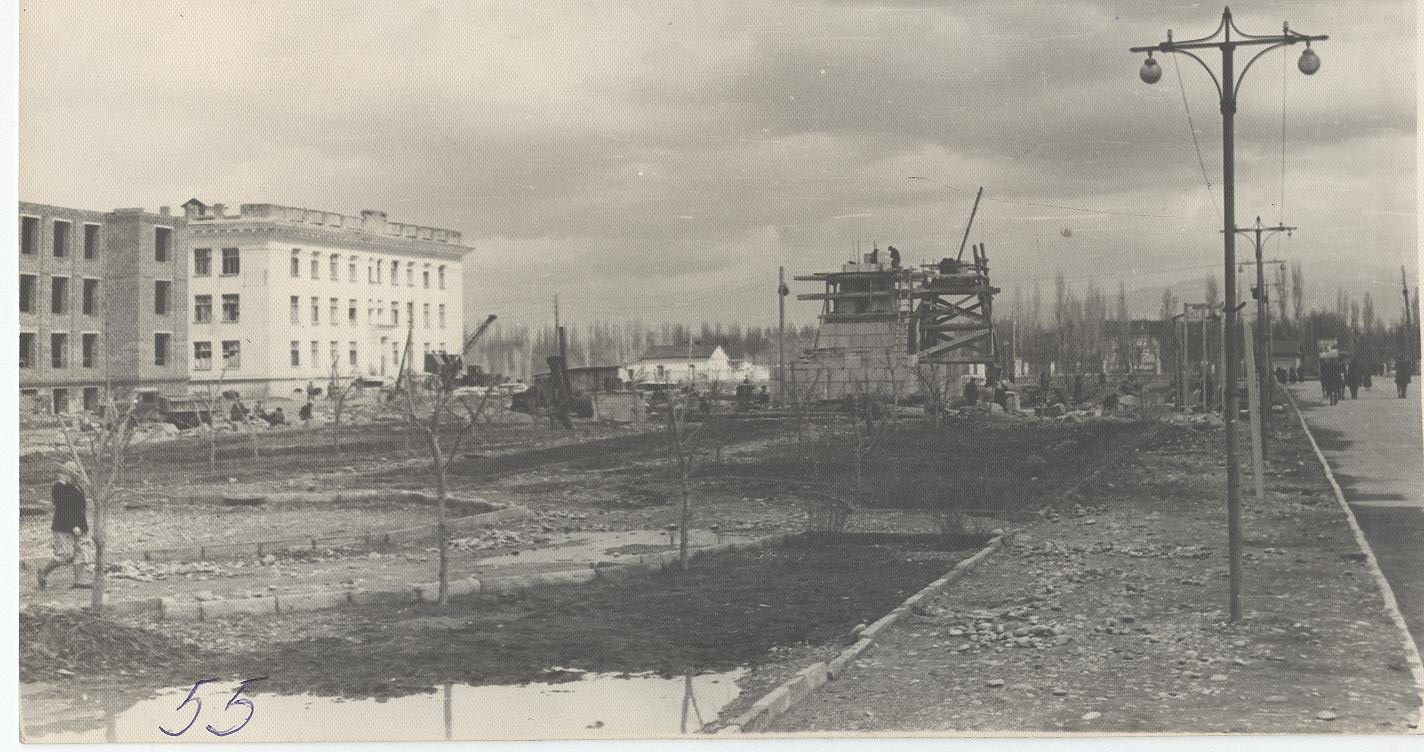
Строительство центральной площади г. Джамбула
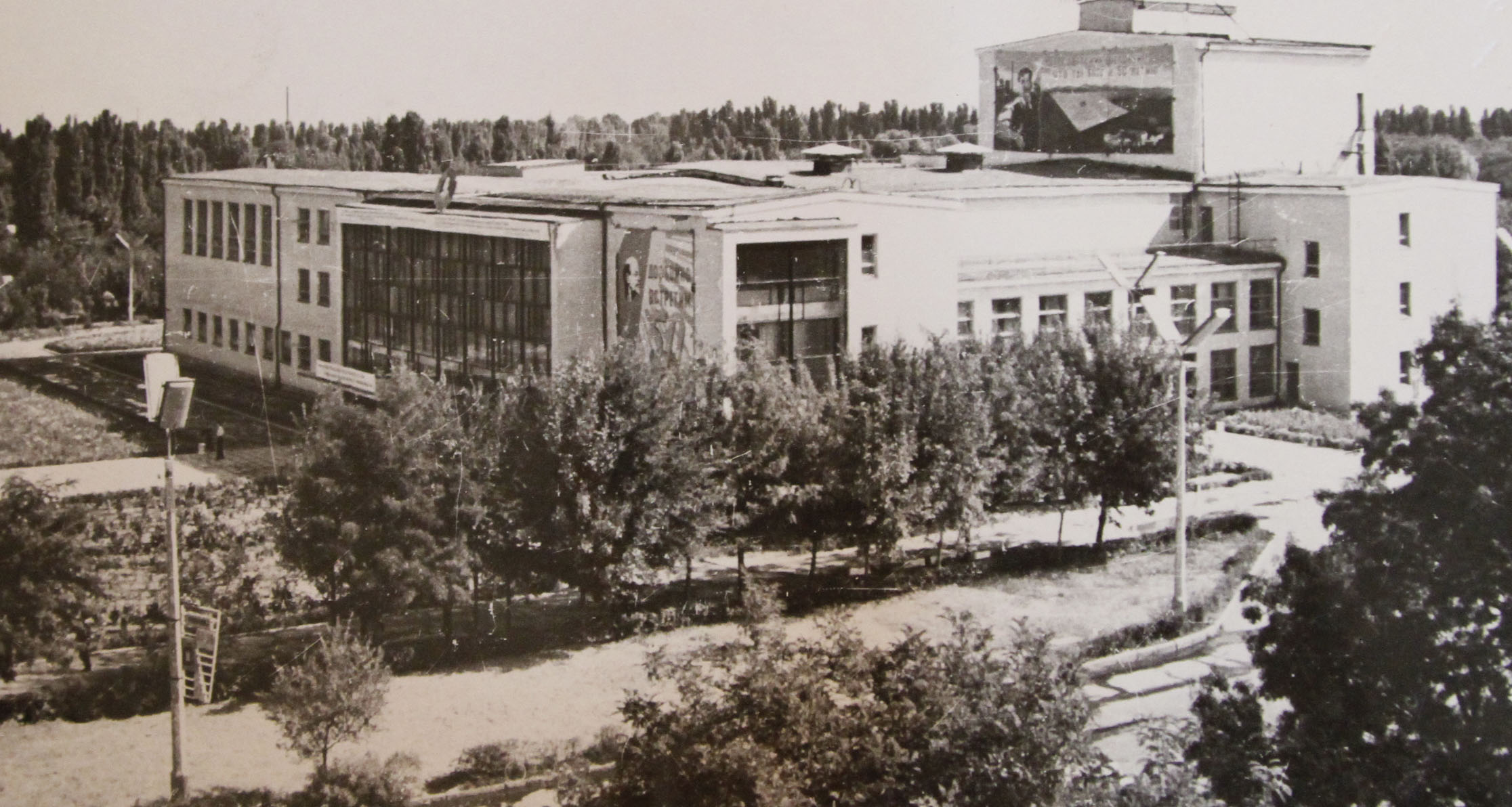
Вид на областной драматический театр г. Джамбула

24 января 1964 года Совет Министров Казахской ССР утвердил Генеральный план и схемы первой очереди строительства города Джамбула. На период завершения первой очереди строительства в 1970 году расчётное население города должно было составить 170 тысяч человек, а к 1980 году — уже 230 тысяч. Приоритетными направлениями при застройке были север и юго-запад Джамбула, где вскоре появились микрорайоны. Строительство велось на свободных участках компактными жилыми массивами с продуманной инфраструктурой и уличной сетью. На момент утверждения генплана в Джамбуле действовали суперфосфатный и литейно-механический заводы, ТЭЦ, фабрика первичной обработки шерсти, хромовый завод, сахарно-рафинадный комбинат, спиртоводочный и пивоваренный заводы. В 1980-м году была построена нынешняя филармония «Баласагун», в 1981-м — административное здание областного акимата (архитектор Б. П. Воронин).
Генеральный план от 28 июня 1988 года предусматривал дальнейшее, заложенное в предыдущем плане, основное направление развития города, функциональное зонирование городских территории с выделением жилых и промышленных районов, формирование общественного центра в пределах главных магистралей, а также развитие одной из главных исторических улиц — ул. Толе би, сохраняющего значение основной планировочной оси. В целом, с 80-х годов активно решались вопросы сохранения планировочных зон исторического центра и отдельных памятников градостроительства и архитектуры. Так, в 1979 году, был организован Государственный музей-заповедник «Памятники древнего Тараза», разработаны планы и проекты охранных зон и зон регулирования застройки города.

## Независимый Казахстан
С 16 декабря 1991 года Казахстан — независимое государство.
В целях возрождения национальной топонимики, восстановления исконных историко-географических наименований административно-территориальных единиц, упорядочения транскрибирования казахских топонимов на русском языке, постановлением Президиума Верховного Совета Республики Казахстан от 4 мая 1993 года № 2001 «Об упорядочении транскрибирования на русском языке казахских топонимов, наименовании и переименовании отдельных административно-территориальных единиц Республики Казахстан», — название Джамбулской области и города Джамбул были транскрибированы как Жамбылская область и город Жамбыл.
Учитывая ходатайства местных исполнительных органов и пожелания общественности Жамбылской области, Указом Президента Республики Казахстан от 8 января 1997 года № 3315а «О переименовании г. Жамбыла — центра Жамбылской области», город Жамбыл был переименован в город Тараз. Переименование города шло в рамках возвращения сложившихся исторических наименований населённым пунктам.
C 25 по 26 сентября 2002 года в Таразе состоялось празднование двухтысячелетия населённого пункта. Празднование шло под эгидой ЮНЕСКО. В рамках мероприятия, была проведана конференция с участием основных лиц ЮНЕСКО, где участниками конференции были отмечены исключительные позиции города в историческом контексте местного региона. Были открыты общественные места, запланированы нынешние микрорайоны «Астана», «Байтерек».
Постановлением Правительства Республики Казахстан от 22 февраля 2010 года № 104 «О генеральном плане города Тараза Жамбылской области» на территории города был утверждён проект дальнейшего развития города. Согласно генплану, территория города была увеличена до 187,9 км², вошли несколько населённых пунктов из граничащих районов; рассмотрены развитие планировочной структуры, функциональное зонирование населённого пункта.
В 2008 году строительство нынешней центральной мечети года — Хибатулла ат-Тарази было завершено. Соборная церковь — Успения Божией Матери была построена ещё в 1990-е годы. В 2013 году был закрыт таразский троллейбус; состоялось открытие дворца спорта «Тараз-Арена». В 2015 году, во время празднования 550-летия Казахского ханства, в западных воротах города был открыт памятник первым казахским ханам — Керею и Жанибеку, историко-культурный центр «Древний Тараз».